# Tychicus erythrophthalmus
Tychicus erythrophthalmus là một loài nhện trong họ Sparassidae.
Loài này thuộc chi Tychicus. Tychicus erythrophthalmus được Eugène Simon miêu tả năm 1897.